# Fabian Brunnström
Fabian Brunnström (*6. února 1985, Helsingborg, Švédsko) je švédský hokejový útočník hrající v týmu severoamerické NHL Detroit Red Wings.

## Kariéra v NHL
Nikdy nebyl draftován. Přesto se v roce 2008 dostal do NHL, když podepsal smlouvu s Dallasem Stars. Při svém debutu v NHL nastřílel hattrick. Za Dallas hrál i v další sezóně, tým ho poslal do svého farmářského celku v AHL. V roce 2011 přišel na zkoušku do Detroitu Red Wings, kde uspěl. Za Red Wings odehrál 5 zápasů a v nich zaznamenal 1 bod.